# Korbinian Birnbacher

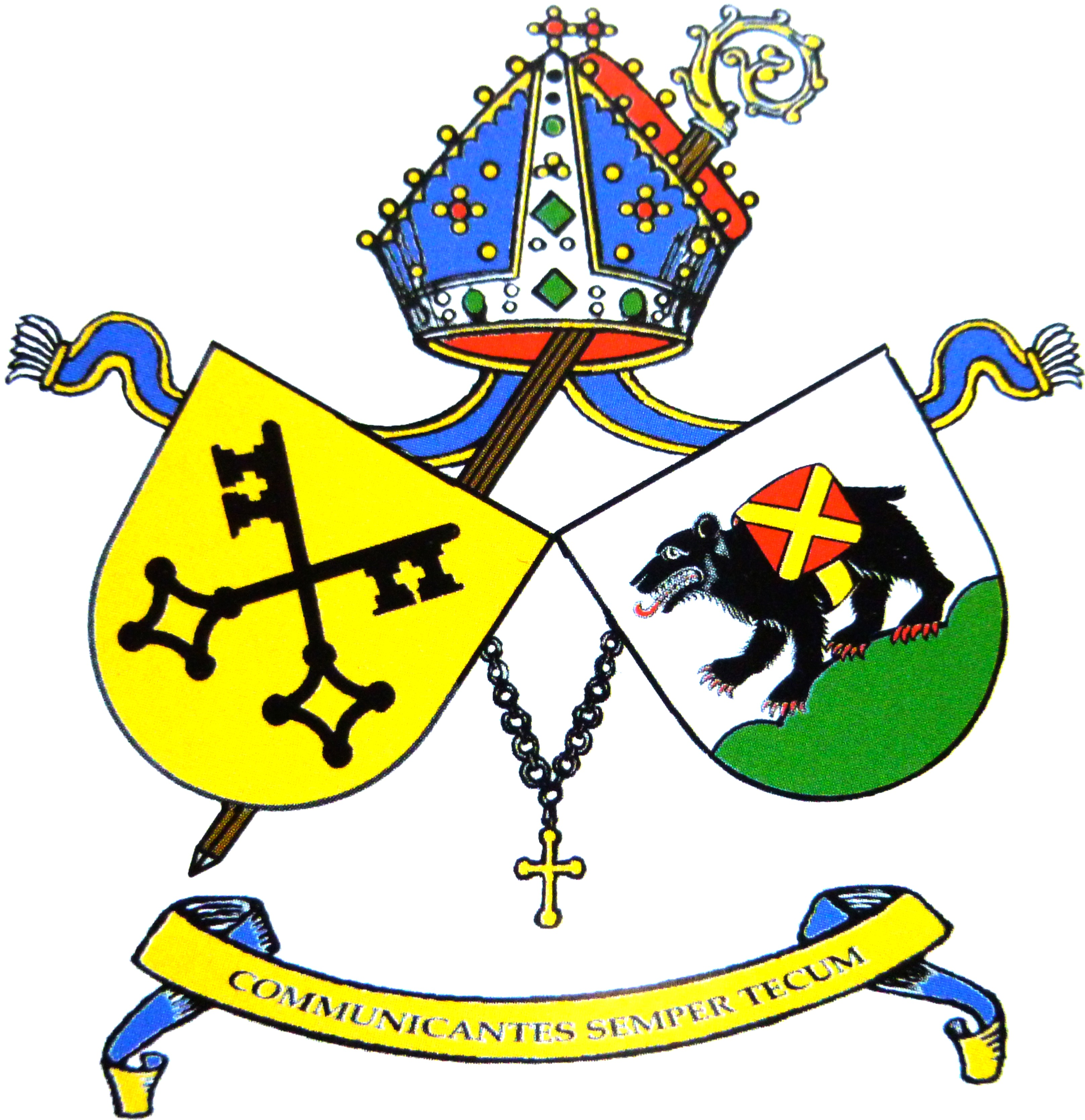
Abtswappen und Wahlspruch (Fassung als Allianzwappen)

Korbinian Birnbacher OSB (* 20. Januar 1967 in Bad Reichenhall als Georg Birnbacher) ist Benediktiner, emeritierter Erzabt der Erzabtei St. Peter in Salzburg, Kirchenhistoriker und Vorsitzender der Österreichischen Ordenskonferenz.

## Leben
Georg Birnbacher wuchs in Anger im Landkreis Berchtesgadener Land auf und trat 1987 in die Salzburger Benediktiner-Erzabtei St. Peter ein, wo er von Erzabt Franz Bachler den Ordensnamen des hl. Korbinian erhielt. Er legte 1991 die Ewige Profess ab und empfing am 29. Juni 1994 im Salzburger Dom von Erzbischof Georg Eder die Priesterweihe. Seine theologischen und historischen Studien absolvierte Birnbacher an der Universität Salzburg (1988–1990) und am Päpstlichen Athenaeum Sant’Anselmo in Rom (1990–1997). In Rom wurde er 1997 im Fach Ordensgeschichte mit einer Arbeit über Die Erzbischöfe von Salzburg und das Mönchtum zur Zeit des Investiturstreits (1060–1164) promoviert. Er ist Absolvent der vatikanischen Archivschule.
Nach seinem Studium war P. Korbinian im Stift St. Peter zu verschiedenen Zeiten als Novizenmeister, Stiftsarchivar, Hochschulpfarrer, Kooperator in Abtenau und Custos der Kunstsammlungen tätig. Unter Erzabt Bruno Becker und Administrator Benedikt Röck war er seit 2009 deren Stellvertreter als Prior der Erzabtei.

## Erzabt von St. Peter und überklösterliche Aufgaben
Am 30. Jänner 2013 wählte das Wahlkapitel des Konventes den 46-jährigen Benediktiner zum 88. Abt und 6. Erzabt von St. Peter für eine Amtszeit von zwölf Jahren. Er wurde am 12. April in sein Amt eingeführt und erhielt am 21. April 2013 durch den Salzburger Erzbischof Alois Kothgasser SDB in der Stiftskirche St. Peter die Abtsweihe. Am 29. Juni 2013 wurde Erzabt Korbinian vom Salzburger Erzbischof zum Konsistorialrat ernannt.
Von 2014 bis Ende 2019 war und seit 2021 ist Korbinian Birnbacher Präsident der Bayerischen Benediktinerakademie (seit 2023: Benediktinische Akademie Salzburg). Ferner gehört er als Erzabt von St. Peter ex officio dem Präsidium der Salzburger Äbtekonferenz an, als deren Sekretär er bis zu seiner Abtswahl fungiert hatte.
Birnbacher ist Obmann des Katholischen Hochschulwerkes in Salzburg, das für die Erhaltung und Finanzierung des Internationalen Forschungszentrums (Edith-Stein-Haus am Mönchsberg), die Unterstützung der Salzburger Hochschulwochen und den Erhalt von Studentenheimen in Salzburg verantwortlich ist.
2020 wurde Erzabt Korbinian zum Vorsitzenden der neugegründeten Österreichischen Ordenskonferenz, die nunmehr alle Ordensleute Österreichs vertritt, gewählt. 2022 wurde er von der Generalversammlung für weitere drei Jahre gewählt.
Im August 2023 wurde bekannt, dass das Ordensdikasterium Erzabt Korbinian für drei Jahre zum Päpstlichen Assistenten des Augustiner-Chorherrenstifts Klosterneuburg berufen hat. Birnbacher soll den dortigen Propst und Konvent bei ihrem Erneuerungsprozess begleiten und darüber nach Rom berichten. Am 15. Februar 2025 wählte der Konvent P. Jakob Auer zum neuen Erzabt des Benediktinerstiftes St. Peter, die Amtsübergabe fand am 12. April 2025 statt.

## Abtswappen
Als äbtliches Leitwort wählte er Communicantes semper tecum („Als Anteilhabende immer mit Dir“) (vgl. 1 Petr 4,13; Ps 73,23; RB 7,50). Sein Wappen zeigt das Wahrzeichen des Stiftes, die Schlüssel von St. Peter, und den schwarzen Bär aus der Korbinianslegende. Demnach wurde der hl. Korbinian – Gründungsbischof von Birnbachers Heimatdiözese München und Freising – auf einer Romreise von einem wilden Bären vom Packpferd gerissen. Daraufhin befahl der Gottesmann dem Bären, ihm die Lasten zu tragen. Ebenso dürfe man auf übernatürliche Hilfe mit der Last von Führungsämtern vertrauen.

## Ehrungen und Auszeichnungen
- Ehrenmitglied der K.ö.St.V. Almgau Salzburg im MKV
- Ehrenmitglied der KÖHV Rupertina Salzburg im ÖCV
- Konventualkaplan des Souveränen Malteser-Ritter-Ordens ad honorem (2014)
- Großoffizierskreuz des Ritterordens vom Heiligen Grab zu Jerusalem (2015)

## Publikationen (in Auswahl)
- Benediktiner-Erzabtei St. Peter in Salzburg. Geschichte – Spiritualität – Kultur, Verlag St. Peter, Salzburg 1996.
- mit Friedrich Hermann: Die Österreichische Benediktiner-Kongregation von Hl. Joseph 1889–1930. In: Ulrich Faust OSB u. Franz Quarthal (Bearb.): Die Reformverbände und Kongregationen der Benediktiner im deutschen Sprachraum (= Germania Benedictina 1), EOS-Verlag, St. Ottilien 1999, S. 775–796, ISBN 3-8306-6994-1.
- Die Erzbischöfe von Salzburg und das Mönchtum zur Zeit des Investiturstreites (1060–1164) (= Studien und Mitteilungen zur Geschichte des Benediktinerordens und seiner Zweige, Erg.-Bd. 41), EOS-Verlag, St. Ottilien 2001, ISBN 3-8306-7060-5.
- Stift und Ortskirche in Österreich. In: Römische Quartalschrift für christliche Altertumskunde und Kirchengeschichte 99.3/4 (2004), S. 243–259.
- mit Stephan Haering (Hrsg.) Germania monastica. Festschrift für Ulrich Faust OSB zum 80. Geburtstag (= Studien und Mitteilungen zur Geschichte des Benediktinerordens und seiner Zweige, Bd. 126). EOS Verlag, St. Ottilien 2015, ISBN 978-3-8306-7740-6.
- mit Johannes Perkmann: Die Österreichische Benediktinerkongregation. Ein Überblick. In: Erbe und Auftrag 98 (2022), S. 368–381.
- Wie kamen die österreichischen Klöster zu ihren Pfarreien? Erbe und Auftrag. In: Erbe und Auftrag 98 (2022), S. 394–402.
- Einträge in der Regesta Imperii Bibliographie.
- Weites Leben, weites Herz. Gut leben nach dem Bauplan des heiligen Benedikt. In Zusammenarbeit mit Josef Bruckmoser und mit einem Vorwort von Christoph Kardinal Schönborn. Tyrolia, Innsbruck 2024, ISBN 978-3-7022-4188-9.